# Triángulo de Sabato
El Triángulo de Sabato es un modelo de política científico-tecnológica que postula que, para que realmente exista un sistema científico-tecnológico, es necesario que el Estado (como diseñador y ejecutor de la política), la infraestructura científico-tecnológica (como sector de oferta de tecnología) y el sector productivo (como demandante de tecnología), estén relacionados fuertemente de manera permanente. Estas son las interrelaciones del triángulo.
Cada vértice debe tener sólidas intrarrelaciones, que son las que existen entre las diversas instituciones que lo componen. Por ejemplo, en el sector Estado debe haber coherencia entre la política implícita y la política explícita, entre los diversos ministerios y organismos autónomos, etc.
Finalmente las extrarrelaciones se refieren a las relaciones que tienen los vértices con entidades del exterior.
El triángulo es el modelo más simple de dependencia tecnológica: mientras más fuertes sean las extrarrelaciones, más débiles o inexistentes serán las inter e intrarrelaciones y más demorará el país para disminuir su dependencia.
La idea del triángulo fue propuesta por John Kenneth Galbraith y desarrollado como modelo de política científico-tecnológica por Jorge Alberto Sabato. El modelo se difundió en América Latina rápidamente y alimentó el Pensamiento Latinoamericano en Ciencia, Tecnología y Desarrollo.